# دونكان ووكر
دونكان ووكر (بالإنجليزية: Duncan Walker) (12 أكتوبر 1899 غلاسكو المملكة المتحدة - 9 سبتمبر 1963) هو لاعب كرة قدم بريطاني سابق كان يلعب كمهاجم.

## روابط خارجية
- دونكان ووكر على موقع عالم كرة القدم.نت (الإنجليزية)